# Asperula polymera
Asperula polymera är en måreväxtart som beskrevs av I.Thomps.. Asperula polymera ingår i släktet färgmåror, och familjen måreväxter. Inga underarter finns listade i Catalogue of Life.